# Александровський (Кабардино-Балкарія)
Александровський (рос. Александровский) — хутір у Прохладненському районі Кабардино-Балкарії Російської Федерації.
Орган місцевого самоврядування — сільське поселення Благовіщенка. Населення становить 282 особи.

## Історія
Згідно із законом від 27 лютого 2005 року органом місцевого самоврядування є сільське поселення Благовіщенка.

## Населення
| 1926 | 1970 | 1989 | 2002 | 2010 |
| ---- | ---- | ---- | ---- | ---- |
| 263  | ↗394 | ↘273 | ↗286 | ↘282 |